# Polímer sintètic
Els polímers sintètics son un tipus de materials sovint identificats simplement com a "plàstics", entre els quals s'inclouen el polietilè i el niló. No obstant això, la majoria d'ells poden ser classificats en almenys tres categories principals: termoplàstics, termoestables i elastòmers. No es limiten a tenir xarxes troncals de carboni, elements com el silici formen els materials coneguts, com les silicones. Els polímers de coordinació poden contenir una varietat de metalls a la columna vertebral, amb la presència d'enllaços no covalents. Els polímers fets per l'home s'utilitzen en una àmplia gamma d'aplicacions: envasos d'aliments, paper, pel·lícules, fibres, tubs, canonades, etc. La indústria de la cura personal també utilitza polímers per ajudar en la textura dels productes, la unió, i la retenció d'humitat (per exemple, en gel de cabell i en condicionadors).

## Exemples inorgànics
- Polisiloxanè
- Polifosfacè

Els set tipus més comuns dels polímers sintètics, que es troben normalment a les llars són els següents: 
- Polietilè de baixa densitat (LDPE),
- Polietilè d'Alta Densitat (HDPE),
- Polipropilè (PP)
- Clorur de polivinil (PVC)
- Poliestirè (PS)
- Poliamida (PA)
- Poliuretans termoplàstics (TPU)

## Noms comercials
Molt sovint aquests polímers són més coneguts a través de les seves marques comercials, per exemple: 
- Baquelita: resina fenol-formaldehid
- Kevlar, twaron: aramida
- Kynar: PVDF
- Mylar: pel·lícula de tereftalat de polietilè
- Neoprè: policloroprè
- Nylon: poliamida 6,6
- Orlon: poliacrilonitril
- Rilsan: poliamida 11 i 12
- Technora: copolyamida
- Tefló: PTFE
- Ultem: poliamida
- Vectran: poliamides aromàtiques
- Viton: politetrafluoroetilè
- Zylon: poli-p-fenilè-2 ,6-benzobisoxazol (PBO)